# ベオウルフ/呪われし勇者
『ベオウルフ/呪われし勇者』（英語: Beowulf）は、2007年のイギリスとアメリカ合衆国の合作による映画。
監督はロバート・ゼメキスでストーリーは8世紀頃の成立と考えられている叙事詩『ベーオウルフ』を元にしている。

## 概要
原典『ベーオウルフ』の長大なストーリーをダイジェスト化するとともに、個々のエピソードも現代風の解釈がなされている。原作では騒音を嫌うがひたすら荒々しく屈強な人喰いの魔物グレンデルは、姿、セリフともに社会から阻害されたマザコン男のようなキャラクターにアレンジされている。
本作は3D映画であり、日本でも3D・2Dの両方で上映された。ドルビー3Dの初採用作品となり、RealD（日本では29館で上映）とドルビー3D（日本では8館で上映）を初めて見比べることができた作品である。

## キャスト
※括弧内は日本語吹き替え
- ベオウルフ - レイ・ウィンストン（菅原正志）
- フロースガール - アンソニー・ホプキンス（麦人）
- アンファース - ジョン・マルコヴィッチ（中尾隆聖）
- ウィールソー - ロビン・ライト・ペン（玉川砂記子）
- ウィグラーフ - ブレンダン・グリーソン（稲葉実）
- グレンデル - クリスピン・グローヴァー（高木渉）
- ウルスラ - アリソン・ローマン（桑島法子）
- グレンデルの母 - アンジェリーナ・ジョリー（深見梨加）

## スタッフ
- 監督：ロバート・ゼメキス
- プロデューサー：スティーブ・スターキー、ジャック・ラプケ、ロバート・ゼメキス
- 撮影監督：Robert Presley
- 音楽：アラン・シルヴェストリ
- 編集：Jeremiah O'Driscoll
- 衣装：Gabriella Pescucci
- 撮影方式：デジタル
- CGアニメーション　ソニー・ピクチャーズ・イメージワークス
- 映写方式：アイマックス3-D (70mm)、Digital 3-D、D-Cinema 3-D、35mm
- 配給：パラマウント映画、ワーナー・ブラザース

## 地上波放送履歴
| 回数 | テレビ局   | 番組名（放送枠名） | 放送日        | 放送時間    | 放送分数 | 形態   | 視聴率 |
| ---- | ---------- | ------------------ | ------------- | ----------- | -------- | ------ | ------ |
| 1    | 日本テレビ | 映画天国           | 2018年8月14日 | 1:59 - 3:59 | 120分    | 字幕版 | 0.9%   |

- 視聴率はビデオリサーチ調べ、関東地区・世帯・リアルタイム。